# غوراب جوار (كوركا)
غوراب جوار (بالفارسية: گوراب جوار) هي قرية تقع في إيران في قسم كورکا الريفي. يقدر عدد سكانها بـ 289 نسمة بحسب إحصاء 2016.